# Camilla Sgambato
Camilla Sgambato (Santa Maria a Vico, 12 maggio 1963) è una politica italiana.

## Biografia
Laureata in Giurisprudenza presso l'Università degli Studi di Napoli Federico II, ha superato nel 1991 l'esame per l'abilitazione alla professione forense.
Vince nello stesso anno il concorso a cattedra per l'insegnamento delle materie giuridiche ed economiche, che insegna dal 1994 nelle scuole secondarie di secondo grado, dove ha svolto le funzioni di referente alla legalità.
Dal 2019 è segretaria provinciale di Caserta del PD e componente della segreteria nazionale.

### Carriera parlamentare
Già membro dell'assemblea nazionale del Partito Democratico, ha partecipato alle elezioni politiche del 2013 risultando prima dei non eletti alla Camera dei deputati nella circoscrizione Campania 2. Dal 25 giugno 2014 diventa parlamentare in sostituzione di Pina Picierno, eletta al Parlamento europeo.
Ricandidatasi alle politiche 2018 e alle europee 2019, risulta non eletta in entrambe le competizioni elettorali.